# 奧達伊 (圖利欽區)
48°34′59″N 28°54′54″E / 48.58306°N 28.91500°E
奧達伊（烏克蘭語：Одаї），是烏克蘭的村落，位於該國西南部文尼察州，由圖利欽區負責管轄，始建於1835年，面積3.08平方公里，海拔高度213米，2001年人口588，人口密度每平方公里44.95人。